# Universidade da Tasmânia
A Universidade da Tasmânia (abreviaturas: UTAS, UTas e Tas Uni) é uma universidade australiana com três campus na Tasmânia. Sendo a quarta universidade mais antiga do país, foi fundada em 1 de janeiro de 1890. É membro da Associação das Universidades da Commonwealth. A instituição trabalha com outras universidades estrangeiras para oferecer aos estudantes uma experiência internacional, com programa de intercâmbio para mais de quarenta instituições espalhadas pela Europa, Ásia e América do Norte.

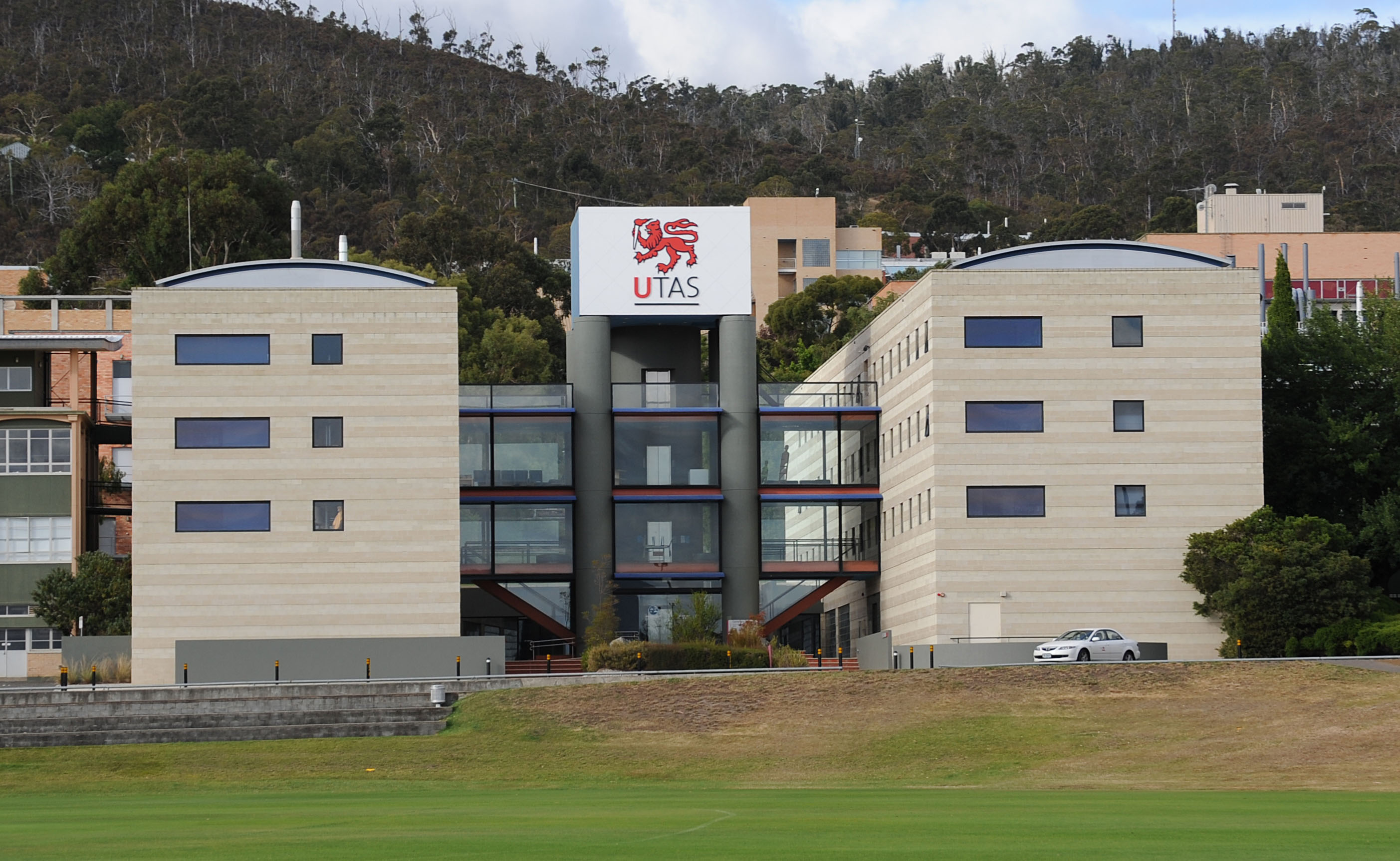
Campus de Sandy Bay.

A Rainha Maria da Dinamarca, nascida em 1972, foi uma aluna proeminente da Universidade da Tasmânia entre 1990-1994.